# لوئیس لاک
لوئیس لاک (کاتالونیایی: Lluís Llach؛ تلفظ کاتالان: [ʎuˈiz ˈʎak]؛ زادهٔ ۷ مهٔ ۱۹۴۸) یک موسیقی‌دان، خواننده و ترانه‌سرای اهل اسپانیا است.
وی یکی از مهمترین نمایندگان جنبش ترانه‌سرایی نوین در کاتالونیا به‌ویژه در دوران دیکتاتوری فرانسیسکو فرانکو بود. مشهورترین ترانهٔ وی «لستاکا» نام دارد که در زبان کاتالان به معنی ستون‌های چوبی است که برای ایجاد حصار و مرز، بدور چیزی قرار می‌دهند و معنای استعاری آن «عدم آزادی» و «محدودیت» است. این ترانه بعدها مبدل به سرود رسمی جنبش استقلال کاتالان هم شد. او از سپتامبر ۲۰۱۵ تا ژانویه ۲۰۱۸ عضو پارلمان کاتالونیا بود.
لوئیس لاک در دوران دیکتاتوری ژنرال فرانکو در تبعید (در پاریس) به سر برد.
وی بابت فعالیت‌های هنری‌اش برندهٔ جایزه کرئو د سان جردی شده است.
از فیلم‌ها یا مجموعه‌های تلویزیونی که وی در آن‌ها نقش داشته است می‌توان به سالوادور اشاره نمود.